# Kanton L'Hautil
Kanton l'Hautil is een voormalig kanton in Frankrijk, departement Val-d'Oise, arrondissement = Pontoise. Het ging in 2015 in de kantons Vauréal en Cergy-2 op.
Het werd opgeheven bij decreet van 17 februari 2014  met uitwerking in maart 2015.
Het kanton L'Hautil omvatte de volgende gemeenten:
1. Boisemont
2. Courdimanche
3. Jouy-le-Moutier hoofdplaats
4. Menucourt
5. Neuville-sur-Oise
6. Vauréal